# Dărmănești
Dărmăneşti é uma cidade da Romênia com 14.232 habitantes, localizada no judeţ (distrito) de Bacău.